# Церковь Михаила Архангела (Позднеевка)
Церковь Михаила Архангела (Архангельская церковь, Свято-Михайло-Архангельский храм) —  православный храм Шахтинской и Миллеровской епархии, Миллеровское благочиние, в слободе Позднеевке Ростовской области.

## История
Первая деревянная церковь (Николаевская) в слободе была построена в 1792 году попечением генерал-майора Иосифа Михайловича Позднеева. Приходское попечительство было открыто в 1873 году. Церковно-приходская школа открылась 6 февраля 1886 года.
Новая, каменная церковь была построена на средства прихожан в 1890 году по образцу храма в Иерусалиме. Здание и колокольня церкви — кирпичные на каменном фундаменте, крытые железом. При церкви имелась деревянная караулка, церковная ограда — из дикого камня. В старой деревянной церкви службы велись до 31 октября 1890 года; просуществовала она до середины XX века, когда была разрушена строительной техникой.
Храм Михаила Архангела был свидетелем «Камышевого» донского казачьего восстания в 1920 году, когда последние уцелевшие православные казаки дали бой Красной армии именно возле этого храма. В советское время храм был разграблен и его здание использовалось как складское помещение.
В настоящее время храм восстанавливается. Настоятель прихода — иеромонах Симон (Морозов).